# Tramway de Laon à Nouvion-le-Vineux
Ne doit pas être confondu avec Tramway de Laon.
La ligne Laon à Nouvion-le-Vineux surnommé le  train de Bruyères  est une ancienne ligne de tramway qui reliait le faubourg de la Neuville à Laon et Nouvion-le-Vineux entre 1907 et 1932. Elle était exploitée par la Compagnie des chemins de fer départementaux de l'Aisne (CDA).

## Histoire

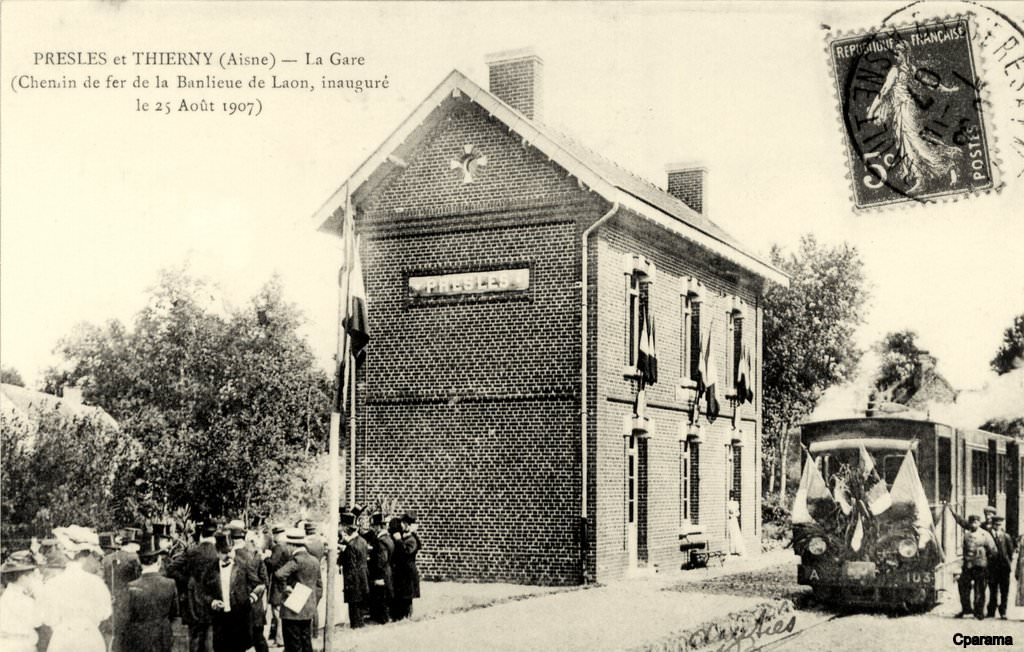
Automotrice à vapeur le jour de l'inauguration devant la gare de Presles-et-Thierny pendant les festivité.

La ligne est inaugurée le 25 août 1907 et fermée le 1er juin 1932,.

## Infrastructure

### Stations
La ligne dispose de quatre gares avec ses propres bâtiments, toutes bâties sur le même modèle : un bâtiment avec étage en brique de trois travées comprenant côté voies au rez-de-chaussée une fenêtre encadrée de deux portes et trois fenêtres à l'étage, toutes étant surmontées de plates-bandes en brique et pierre. La gare de Bruyères-et-Montbérault dispose en plus du bâtiment principal de deux bâtiments annexes (sans étage) qui lui sont accolés de chaque côté.
| Illustration | Nom                     | Commune                 | Localisation                | État        | Remarques |
| ------------ | ----------------------- | ----------------------- | --------------------------- | ----------- | --------- |
|              | Bruyères-et-Montbérault | Bruyères-et-Montbérault | 49° 31′ 31″ N, 3° 39′ 34″ E | désaffectée |           |
|              | Nouvion-le-Vineux       | Nouvion-le-Vineux       | 49° 30′ 13″ N, 3° 36′ 50″ E | désaffectée |           |
|              | Presles-et-Thierny      | Presles-et-Thierny      | 49° 30′ 45″ N, 3° 37′ 32″ E | désaffectée |           |
|              | Vorges                  | Vorges                  | 49° 31′ 10″ N, 3° 39′ 10″ E | désaffectée |           |

## Matériel roulant

### Locomotives

#### Locomotives à vapeur
| Illustration | Modèle / type | Nombre | Numéros | En service | Hors service | Remarques |
| ------------ | ------------- | ------ | ------- | ---------- | ------------ | --------- |
|              | ANF Ct        | 1      |         |            |              |           |

### Automotrices

#### Automotrices à vapeur
| Illustration | Modèle / type | Nombre | Numéros | En service | Hors service | Remarques |
| ------------ | ------------- | ------ | ------- | ---------- | ------------ | --------- |
|              | Pinguely B2t  | 3      | 101-103 | 1906       |              |           |